# Паники (Курская область)
Паники — село в Медвенском районе Курской области России. Административный центр Паникинского сельсовета.

## География
Село находится на юге центральной части Курской области, в пределах Среднерусской возвышенности, в лесостепной зоне, на левом берегу ручья Паника (левый приток реки Полной), к востоку от автодороги М2, на расстоянии примерно 5 километров (по прямой) к юго-востоку от Медвенки, административного центра района. Абсолютная высота — 195 метров над уровнем моря.

### Улицы
В селе улицы: Бригада 1-я, Бригада 3-я, Бригада 5-я, Бригада 6-я, Бригада 7-я, Коптевка, Молодёжная и Шелковская.

### Климат
Климат характеризуется как умеренно континентальный, с тёплым летом и умеренно холодной зимой. Среднегодовая температура воздуха — 5,5 °C. Абсолютный минимум температуры воздуха самого холодного месяца (января) составляет −37 °C; абсолютный максимум самого тёплого месяца (июля) — 35 °C. Безморозный период длится около 151 дня в году. Среднегодовое количество атмосферных осадков составляет 587 мм, из которых большая часть выпадает в тёплый период.
| Показатель                                                                     | Янв. | Фев. | Март | Апр. | Май  | Июнь | Июль | Авг. | Сен. | Окт. | Нояб. | Дек. | Год  |
| ------------------------------------------------------------------------------ | ---- | ---- | ---- | ---- | ---- | ---- | ---- | ---- | ---- | ---- | ----- | ---- | ---- |
| Средний суточный максимум, °C                                                  | −4,1 | −3   | 2,9  | 13   | 19,3 | 22,6 | 25,3 | 24,6 | 18,2 | 10,6 | 3,4   | −1,2 | 11,0 |
| Средняя температура, °C                                                        | −6,2 | −5,7 | −0,8 | 8,2  | 14,7 | 18,3 | 20,9 | 20   | 14   | 7,2  | 1,1   | −3,1 | 7,4  |
| Средний суточный минимум, °C                                                   | −8,7 | −8,8 | −4,9 | 2,7  | 9    | 12,9 | 15,7 | 14,8 | 9,7  | 3,9  | −1,2  | −5,3 | 3,3  |
| Норма осадков, мм                                                              | 50   | 44   | 48   | 49   | 62   | 69   | 73   | 53   | 57   | 57   | 46    | 50   | 658  |
| Источник: Погода по месяцам c ru.climate-data.org(дата обращения: Апрель 2022) |      |      |      |      |      |      |      |      |      |      |       |      |      |

### Часовой пояс
Село Паники, как и вся Курская область, находится в часовой зоне МСК (московское время). Смещение применяемого времени относительно UTC составляет +3:00.

## Население
| 2002 | 2010 |
| ---- | ---- |
| 868  | ↘841 |

### Половой состав
По данным Всероссийской переписи населения 2010 года в половой структуре населения мужчины составляли 46,3 %, женщины — соответственно 53,7 %.

### Национальный состав
Согласно результатам переписи 2002 года, в национальной структуре населения русские составляли 97 %.

## Инфраструктура
Личное подсобное хозяйство. В селе 381 домов.

## Транспорт
Паники находится в 2 км от автодороги федерального значения М2 «Крым» (часть европейского маршрута E 105), при автодорогах межмуниципального значения 38Н-229 (М-2 «Крым» — Паники — Драчёвка) и 38Н-231 (М-2 «Крым» — Паники — 38Н-229), в 32 км от ближайшего ж/д остановочного пункта 457 км (линия Льгов I — Курск). Остановка общественного транспорта.
В 84 км от аэропорта имени В. Г. Шухова (недалеко от Белгорода).